# Mark Gangloff
Mark Gangloff (n. 8 iunie 1982, Buffalo, New York, SUA) este un înotător ce a reprezentat Statele Unite ale Americii, medaliat olimpic. A participat la 2 ediții ale Jocurilor Olimpice (2004, 2008) în care a câștigat 4 medalii de aur.